# Pandanus polycephalus
Pandanus polycephalus är en enhjärtbladig växtart som beskrevs av Jean-Baptiste de Lamarck. Pandanus polycephalus ingår i släktet Pandanus och familjen Pandanaceae. Inga underarter finns listade.